# Тарасов, Виктор Павлович
Ви́ктор Па́влович Тара́сов (бел. Віктар Паўлавіч Тарасаў; (29 декабря 1934, Барнаул — 9 февраля 2006, Смолевичи, Минская область, Белоруссия) — советский, белорусский актёр театра и кино. Народный артист СССР (1982).

## Биография
Виктор Тарасов родился 29 декабря 1934 года в Барнауле.
В 1948 году семья переехала в Минск. В 1953 году окончил среднюю школу № 26.
В 1957 году окончил Белорусский театрально-художественный институт.
С 1957 года — актёр Белорусского драматического театра им. Я. Купалы в Минске.
В кино — с 1960 года (первая большая роль — Аксен Каль — в фильме «Первые испытания»).
Член Союза кинематографистов Белорусской ССР с 1984 года.
Пережив два инсульта, Виктор Павлович почти лишился дара речи и еле передвигался. Скончался актёр 9 февраля (по другим источникам — 10 февраля) 2006 года в Смолевичах Минской области Беларуси. Похоронен в Минске на Восточном (Московском) кладбище.

### Семья
- Первая жена — Татьяна Назарьевна Алексеева (1922—1996), актриса. Заслуженная артистка Белорусской ССР (1955).
- Вторая жена — Нина Ивановна Пискарёва (род. 1943), актриса.
  - Дочь — Екатерина Тарасова.

## Звания и награды
- Заслуженный артист Белорусской ССР
- Народный артист Белорусской ССР (1967)
- Народный артист СССР (1982)
- Государственная премия Белорусской ССР им. Я. Купалы (1966) — за участие в телеспектакле «Люди на болоте» по И. Мележу

## Творчество

### Роли в театре
- «Вечер» А. Дударева — Мультик
- «Ревизор» Н. Гоголя — Городничий
- «Чайка» А. Чехова — Дорн
- «На дне» М. Горького — Барон
- «Левониха на орбите» А. Макаёнка — Михаил
- «Люди и дьяволы» К. Крапивы — Кузьмин
- «Вызов богам» А. Делендика — Вадим
- «Третья патетическая» Н. Погодина — Валерик
- «Миллион за улыбку» А. Софронова — Геннадий
- «Константин Заслонов» А. Мовзона — Константин Заслонов
- «Написанное остаётся» А. Петрашкевича — Франциск Скорина
- «Последний журавль» А. Жука и А. Дударева — Степан Демидчик
- «Амнистия» М. Матуковского — Соловейчик
- «Погорельцы» А. Макаёнка — Ухватав
- «Забыть Герострата!» Г. Горина — Клеон
- «Воскресение» по Л. Толстому — Няхлюдав
- «Последняя жертва» А. Островского — Дульчин
- «Дети солнца» М. Горького — Протасов
- «Русские люди» К. Симонова — Сафонов
- «Святая святых» И. Друцэ — Кэлин
- «Закон вечности» по Н. Думбадзе — Бачана Рамишвили
- «Чудак» Н. Хикмета — Ахмед Риза
- «Утиная охота» А. Вампилова — Зилов

## Фильмография
1. 1957 — Наши соседи — милиционер (нет в титрах)
2. 1960 — 1961 — Первые испытания — Аксен Каль
3. 1961 — Прорыв (киноальманах «Рассказы о юности») — Фёдор
4. 1965 — Авария — Павел Петрович Чижов
5. 1967 — Софья Перовская — Андрей Желябов
6. 1967 — Рядом с вами — Речков
7. 1969 — Тройная проверка — Буряк
8. 1969 — Мы с Вулканом — Николай Иванович
9. 1970 — 1972 — Руины стреляют… — Семён
10. 1970 — Крушение империи — Николай II
11. 1971 — День моих сыновей — Владимир Николаевич
12. 1971 — Вся королевская рать — ратник
13. 1971 — Батька — Юрий Бирила
14. 1972 — Семнадцатый трансатлантический — эпизод
15. 1972 — Вашингтонский корреспондент — Миша
16. 1973 — Быть человеком — Решетников
17. 1974 — Пламя — Пономаренко
18. 1976 — 1978 — Время выбрало нас — полковник
19. 1976 — Всего одна ночь — Панихин
20. 1977 — Воскресная ночь — Закружный
21. 1978 — Рядом с комиссаром — Маковский
22. 1978 — Дебют (короткометражный) — режиссёр
23. 1979 — Точка отсчёта — генерал
24. 1979 — Пробивной человек — Роман Александрович Авдеенко
25. 1979 — Звон уходящего лета — Макар
26. 1979 — День возвращения — Алесь
27. 1980 — Свадебная ночь — Яков Рыгорович
28. 1980 — Прикажи себе — полковник
29. 1980 — Государственная граница. Мы наш, мы новый… — Александр Николаевич Хлебнев, генерал пограничной службы России
30. 1980 — Возьму твою боль — Астапович
31. 1980 — Атланты и кариатиды — врач
32. 1981 — Люди на болоте — эпизод
33. 1981 — Паруса моего детства — Лазовик
34. 1981 — Затишье — Ипатов
35. 1982 — Иван — военком
36. 1982 — Личные счёты — Павел Романович Григорьев
37. 1982 — Год активного солнца — Колосов
38. 1983 — Водитель автобуса — Семён / дед Кирилл Александров
39. 1984 — Поручить генералу Нестерову… — Сытько
40. 1984 — Победа — Болеслав Берут
41. 1984 — Костёр в белой ночи — Ручьев
42. 1985 — Я любил вас больше жизни — замполит
43. 1985 — Последняя инспекция — Михаил Петрович Богданов
44. 1985 — Куда идёшь, солдат? — генерал
45. 1985 — Друзей не выбирают — Кирилл Емельянович Громыкин
46. 1986 — Вызов — Степан Ильич Саенко
47. 1987 — Нетерпение души — Виктор Павлович
48. 1988 — Наш бронепоезд — эпизод
49. 1988 — Мудромер — Виктор Павлович Вершило
50. 1990 — Франка — жена Хама — эпизод
51. 1990 — Мать Урагана — прокажённый
52. 1990 — Ай лав ю, Петрович — генерал на охоте
53. 1991 — Хэппи энд — Анчаров
54. 1992 — Прийди и виждь — князь Ольгерд
55. 1993 — Чёрный аист — Сосо
56. 1993 — Тутэйшия — восточный учёный
57. 1998 — Проклятый уютный дом — Рудецкий

### Телеспектакли
1. 1981 — Последний шанс (фильм-спектакль) — Тесленко
2. 1983 — Затюканный апостол (фильм-спектакль) — дед

## Озвучивание
- 1970 — Спеши строить дом — Николай Егорович (роль А. Январёва)
- 1978 — Поговорим, брат…
- 1982 — Полесская хроника (Фильм № 2 «Дыхание грозы»)
- 1987 — Государственная граница. За порогом победы — читает текст
- 1988 — Государственная граница. Солёный ветер — читает текст

## Озвучивание мультфильмов
- 1982 — Куда пропала луна?
- 1982 — Песнь о зубре — читает текст
- 1983 — Непоседа